# Zut un feu rouge
Zut un feu rouge är en svensk musikgrupp med ursprung i Linköping. Gruppens musikaliska stil kan beskrivas som konstrock.

## Historia
Zut un feu rouge bildades 1980 i Linköping. Gruppen består av Lars Druid, Klaus Fischer, Lars Jonsson, Gunnar Wennerholm och Mats Wirström. Konstellationen har varit likadan under alla år, även om det ibland har tillkommit ytterligare musiker vid inspelningar och konserter. Gruppens tidiga framträdanden var närmast ett slags collage med musik, inspelade ljud och en del teaterinslag. 

### Musikaliska rötter
Musikaliskt har Zut un feu rouge rötter i såväl jazz, blues, pop, rock, som experimentell 1900-talsmusik. Gruppen varvar lekfullhet och absurditeter med mörka stråk. Många låtar är minimalistiskt och suggestivt uppbyggda, där annorlunda och gärna poporienterade inslag plötsligt kan bryta in. Ofta varvar Zut un feu rouge fantasifulla texter med historiska eller sagoliknande berättelser. 

### Skivor och utgivningar
Gruppens första skiva Kafka vs Chaplin från 1983 har lite av garagerock över sig, men de experimentella inslagen är också tydliga. Skivan fick en placering på New Musical Express’ independentlista i England. Den följande LP:n Who's Afreud kom 1985. Musiken där kan beskrivas som konstrock, där lugna jazzinfluerade stycken blandas med tyngre låtar. En hel sida av skivan består av sviten Sju sovare, som baseras på en martyrlegend om sju bröder från Efesos. År 1986 utgavs kassetten Sweet Zutrospectacles, en retrospektiv samling från studio och konserter, där arrangerade låtar varvas med jamsessioner. 
Efter kassetten blev det ett långt uppehåll i konserter och utgivningar, även om sporadiska framträdanden förekom. 
Samlings-CD:n Explain this country gavs ut 2005. Skivan innehåller både Kafka vs Chaplin och Who's Afreud, tillsammans med tidigare outgivet material från konserter och studio. 
Sommaren 2019 utgavs LP:n Childwoods, som också den har en bred stilblandning. Ett gemensamt tema för många av låtarna är ett tillbakablickande på 1960-70-talet och den tidens Östergötland. Framtidsoptimism blandas med kärnvapenhot och slagsmål i skogskanten. Men även nutid och forntid får plats i texterna. Musikaliskt glider musiken lekfullt mellan rock, jazz, pop och konstmusik. 
Zut un feu rouges alster är utgivna på Bauta Records, som är inriktat mot främst experimentell musik, men som också har gett ut såväl klassisk musik som blues och rock. Liksom övriga artister på Bauta Records har Zut un feu rouge ett medvetet konstnärligt uttryck på sina skivomslag. 

### Filmer och andra framträdanden
Zut un feu rouge gjorde på 2010-talet en filmsvit på tre kortfilmer med låtarna Sålunda järnvägshotell, Sken av älg och Eldtornet och sovvagnen som grund. Sviten kan ses som en poetisk och symbolisk betraktelse. År 2021 utgavs även filmen Döden på en pinne, som iscensätter låten med samma titel från albumet Childwoods. 
Gruppen har sin geografiska bas söder om Linköping och naturen och eklandskapet har en framträdande roll i många texter och bilder. De suggestiva naturkonserterna Organic soundscape som ägt rum utomhus i skogsmiljö är exempel på detta. 
Bland mycket annat har gruppen även gjort radioprogrammen Textprocessen och En morgon i en sovande mans vakna dröm och medverkat i P1:s Nattövning. 

## Diskografi
- Kafka vs Chaplin, 1983
- Who's Afreud, 1985
- Sweet Zutrospectacles, 1986
- Explain this country, 2005
- Childwoods, 2019